# Fapy Lafertin

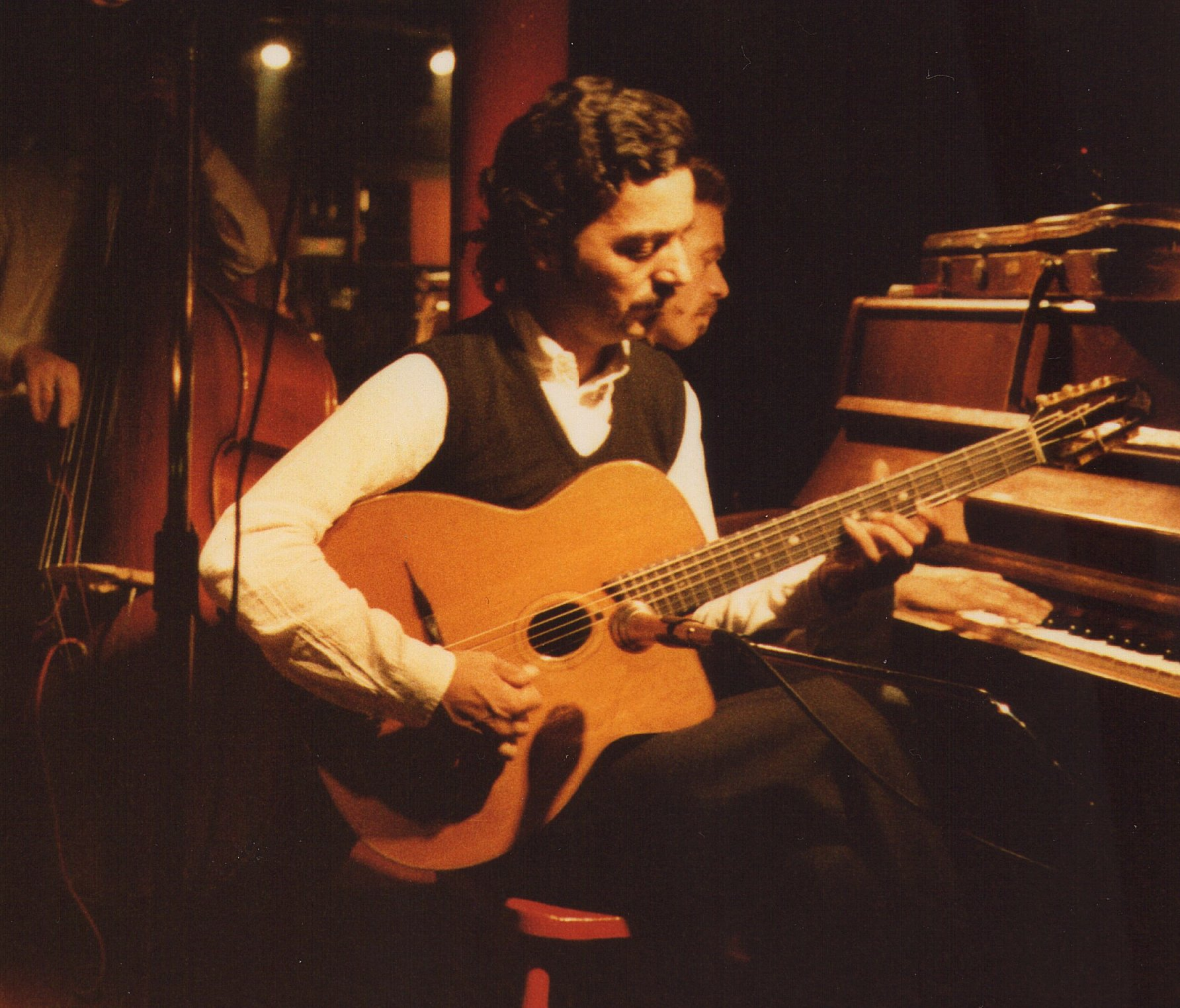
Fapy Lafertin in 1983

Fapy Lafertin (Kortrijk, België, 20 november 1950) is een Belgisch jazzgitarist van de Romani groep die binnen de Belgische jazzgeschiedenis en internationaal als een van de belangrijkste hedendaagse exponenten van gypsy jazz geldt.

## Jeugd
Lafertin werd geboren in de Romani gemeenschap van Manouches en begon gitaar te spelen op zijn vijfde, waarna hij samen met zijn vader als violist en zijn broer op tweede gitaar in een familie-orkest optrad. Op een dag in 1965 kwam het orkest van Bamboula spelen in café de Klokkeput in Sint-Martens-Latem, nabij Gent. De eigenaar van dat café was Emiel De Cauter en zijn restaurant was een trekpleister voor artiesten en muzikanten. Emiel zelf was kunstschilder en speelde viool. Het was tijdens dat optreden dat de zoon van de eigenaar, Koen De Cauter, kennismaakte met een van de muzikanten, de toen dertienjarige Fapy. Korte tijd later kwam Piotto Limberger naar datzelfde café en Koen en Fapy werden lid van zijn orkest. Het zou voor hen een nuttige leerschool betekenen in de gipsy swingmuziek.

## Waso-periode
Later speelde Lafertin bij het Waso Quartet (WASO) met Koen de Cauter op sax, klarinet en zang, Albert Vivi Limberger op slaggitaar en zang en Michel Verstraeten op contrabas. 'Waso' was ook de Noorse naam van het toen driejarige zoontje van Koen waar de groep zijn naam van ontleende. Het Waso Quartet begon met in cafés in België en Nederland te spelen, met een repertoire aan oudere melodieën. In 1975 verscheen de eerste LP van de groep, met de titel "Live at Gringo's", geïnspireerd op een van hun caféshows. Fapy Lafertin had intussen Django Reinhardts muziek goed bestudeerd en speelde diens solo's noot voor noot na van de oude 78 toeren platen. Met deze groep zorgde Fapy Lafertin voor een heropleving van de Hot Club jazzstijl in de Lage Landen.

## Solocarrière en latere jaren
In 1985 richtte Lafertin zijn eigen kwartet op en later begon hij een solocarrière. In 2004 vormde hij een nieuwe formatie met Koen de Cauter op klarinet, waarbij hijzelf elektrische gitaar speelde.
In 1998 zorgde Lafertin ervoor dat zanger en gitarist Bamboula, die vroeger zijn carrière had in gang gezet, na 70 jaar als muzikant opgetreden te hebben, een CD zou opnemen. Fapy speelde gitaar, bijgestaan door twee neven van hem, ritmegitarist Dadie Lafertin en bassist Wiwits Lafertin. Bamboula speelde hierbij viool en nam de zang voor zijn rekening. De CD kreeg de titel "Oe Djoevia" en werd spoedig gevolgd door "Me am kolle marsch", beide verzamelingen van walsen en oude liedjes die anders vergeten zouden worden. Deze opnames werden echter nooit gecommercialiseerd en gewoon privé verkocht.
Lafertin werkte samen met onder meer Charlie Byrd, Scott Hamilton, Al Casey, Milt Hinton, Benny Waters en Stéphane Grappelli, eens Django Reinhardts partner.
Sedert 2001 is Fapy ook opnieuw beginnen te spelen op de 12-snarige Portugese guitarra.
Samen met de Nederlandse gitaarbouwer Ger Boonstra heeft Lafertin een Selmer-style "Model Fapy Lafertin" ontwikkeld.

## Discografie
- Fleur d'Ennui (Timeless Records, Nederland, 2001)
- Star Eyes (String Jazz, Engeland, 2000)
- Hungaria feat. Bob Wilber (Le Jazz, Engeland, 1996)
- Swing Guitars (Le Jazz, Engeland, 1995)
- Aurore (Studio 88, Nederland, 1993)
- Fleur de Lavende (Hot Club Records, Noorwegen, 1990)

Enkele Jazzstandards uit het repertoire van het Fapy Lafertin Quartet
- Take the A Train
- J'attendrai
- Fleur de lavende
- Swing '42
- Mélodie au crépuscule
- The man I love
- Insensiblement
- Aurore
- Tea for two
- What is this thing called love